# Per Kaufeldt
Per Kaufeldt (Stoccolma, 1º agosto 1902 – Stoccolma, 21 marzo 1956) è stato un calciatore e allenatore di calcio svedese, di ruolo attaccante.

## Carriera
Con la sua nazionale vinse la medaglia di bronzo alle Olimpiadi di Parigi.

## Palmarès

### Giocatore

#### Club
- Svenska Mästerskapet: 1

AIK: 1923
- Allsvenskan: 1

AIK: 1931

#### Nazionale
- Bronzo olimpico: 1

Parigi 1924

### Allenatore
- Allsvenskan: 1

AIK: 1936-1937